# Goniądz (gemeente)
De gemeente Goniądz is een stad- en landgemeente in het Poolse woiwodschap Podlachië, in powiat Moniecki.
De zetel van de gemeente is in Goniądz.
Op 30 juni 2004 telde de gemeente 5253 inwoners.

## Oppervlaktegegevens
In 2002 bedroeg de totale oppervlakte van gemeente Goniądz 376,68 km², waarvan:
- agrarisch gebied: 35%
- bossen: 30%

De gemeente beslaat 27,25% van de totale oppervlakte van de powiat.

## Demografie
Stand op 30 juni 2004:
| Omschrijving                   | Totaal | Totaal | Vrouwen | Vrouwen | Mannen | Mannen |
| ------------------------------ | ------ | ------ | ------- | ------- | ------ | ------ |
| eenheid                        | aantal | %      | aantal  | %       | aantal | %      |
| inwoners                       | 5253   | 100    | 2671    | 50,8    | 2582   | 49,2   |
| bevolkingsdichtheid (inw./km²) | 13,9   | 13,9   | 7,1     | 7,1     | 6,9    | 6,9    |

In 2002 bedroeg het gemiddelde inkomen per inwoner 1452,16 zł.

## Plaatsen
Białosuknia, Budne, Budne-Żarnowo, Dawidowizna, Doły, Downary, Goniądz, Klewianka, Kramkówka Duża, Kramkówka Mała, Krzecze, Łazy, Mierkienniki, Olszowa Droga, Osowiec, Osowiec-Twierdza, Owieczki, Piwowary, Płochowo, Smogorówka Dolistowska, Smogorówka Goniądzka, Szafranki, Uścianek, Wojtówstwo, Wólka Piaseczna, Wroceń.

## Aangrenzende gemeenten
Bargłów Kościelny, Grajewo, Jaświły, Mońki, Radziłów, Rajgród, Sztabin, Trzcianne